# 라인 임피던스 안정화 네트워크
라인 임피던스 안정화 네트워크(LISN)는 다양한 전자기 적합성(EMC) 및 EMI 테스트 표준기이다. 예를 들자면, CISPR, 국제전기기술위원회, CENELEC, 미국 연방 통신 위원회, 미국 군사 규격 등이 있다.
LISN는 통상 AC 또는 DC 전원과 EUT(테스트 대상 기기) 사이에 배치되는 로패스 필터로 기존의 임피던스를 작성하여 무선 주파수(RF) 노이즈 측정 포트를 제공한다. 또한 불필요한 RF 신호를 전원에서 분리한다. LISN를 사용하여 진단 및 컴플라이언스 전 테스트를 위해 전도성 에미션을 예측할 수 있다.

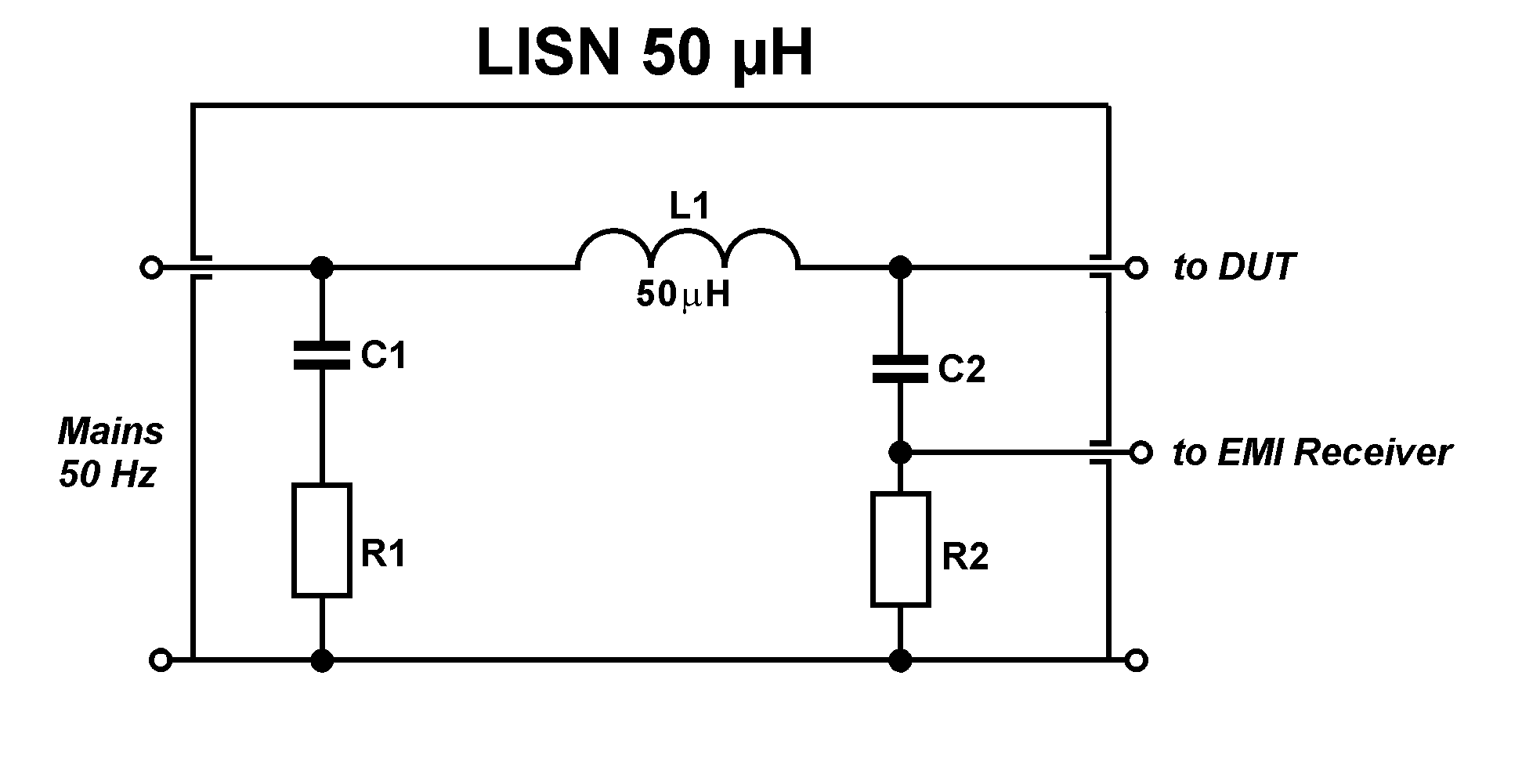
LISN 블록 다이어그램. 일반적인 LISN의 표준도이다. 특정 표준에 대한 부품 값(MIL-STD 461 E): C1=8μF, R1=5Ω, C2=250nF, R2=1kΩ

## LISN의 기능

### 안정적인 라인 임피던스
LISN의 주요 기능은 LISN 측정 포트에 존재하는 EUT 노이즈 재현성 있는 측정값을 취득하기 위해 EUT 전원 입력에 정확한 임피던스를 제공하는 것이다. 전원의 임피던스와 EUT의 임피던스가 분압기로서 효과적으로 동작하기 때문에 이는 중요하다. 전원의 임피던스는, 배후에 있는 전원 배선의 형상에 따라서 다르다.
EUT의 의도된 설치를 위한 전력선의 예상되는 인덕턴스도 테스트에 필요한 올바른 유형의 LISN을 식별하는데 역할을 한다. 예를 들어 건물 접속에서는 50μH의 인덕터를 사용하는 경우가 자주 있지만 자동차 측정규격에서는 5μH의 인덕터를 사용하여 보다 짧은 표준적인 와이어길이를 에뮬레이트 한다.

### 전원 노이즈의 격리
LISN의 또 하나의 중요한 기능은, 전원의 고주파 노이즈가 시스템내에서 결합하는 것을 막는 것이다. LISN는 로패스 필터로서 기능해 저주파 전력이 EUT에 흐를 수 있도록 하면서 외부 RF 노이즈에 높은 임피던스를 제공한다.

### 측정 장비의 안전한 연결
통상, 스펙트럼 아나라이저 또는 EMI 리시버는, EMC 테스트중에 측정을 실시하기 위해서 사용된다. 이러한 기기의 입력 포트는 매우 민감하여 과부하가 되면 쉽게 손상된다. LISN는 보통 50Ω의 출력 임피던스를 갖춘 측정 포트를 제공한다. 안정된 임피던스, 내장된 로퍼스 필터 기능, 및 LISN 측정 포토의 DC 제거 특성으로, 고주파 노이즈 신호를 측정 기기의 입력에 용이하게 결합할 수 있다.

## LISN 유형
특정 EMC 테스트 표준에 따라 EUT의 작동을 평가하고 특성화하기 위해 특정 LISN 유형이 필요하다.
DC, 단상, 또는 3상 AC전원 접속의 분석에는, 다양한 타입의 LISN를 사용할 수 있다. 적절한 타입의 LISN를 선택하기 위한 주요 파라미터는 임피던스, 삽입손실, 전압정격, 전류정격, 전력도체의 수 및 커넥터타입이다. LISN 주파수의 상한은 방사성 에미션의 문제를 예측하기 위해 실시된 에미션 측정이 사용되는 경우에도 중요한 역할을 한다. 이러한 경우, 100MHz LISN 가 사용된다.

## 참고 문헌
- MIL-STD 461E, 하위 시스템 및 장비의 전자기 간섭 특성 제어 요구 사항, 1999